# Lijst van afleveringen van The Roy Rogers Show
Dit is een lijst met afleveringen van de Amerikaanse televisieserie The Roy Rogers Show. De serie telt 6 seizoenen. Een overzicht van alle afleveringen is hieronder te vinden.
| Nr. | Titel                              | Uitzenddatum in VS |
| --- | ---------------------------------- | ------------------ |
| 1   | Jailbreak                          | 30 december 1951   |
| 2   | Doc Stevens' Traveling Store       | 6 januari 1952     |
| 3   | The Set-Up                         | 20 januari 1952    |
| 4   | The Treasure of Howling Dog Canyon | 27 januari 1952    |
| 5   | The Train Robbery                  | 3 februari 1952    |
| 6   | Badman's Brother                   | 10 februari 1952   |
| 7   | The Outlaw's Girl                  | 17 februari 1952   |
| 8   | The Desert Fugitive                | 24 februari 1952   |
| 9   | Outlaw's Town                      | 1 maart 1952       |
| 10  | Unwilling Outlaw                   | 8 maart 1952       |
| 11  | Dead Men's Hills                   | 15 maart 1952      |
| 12  | The Minister's Son                 | 23 maart 1952      |
| 13  | Ghost Gulch                        | 30 maart 1952      |
| 14  | Ride in the Death Wagon            | 6 april 1952       |
| 15  | Peril from the Past                | 13 april 1952      |
| 16  | Ride of the Ranchers               | 20 april 1952      |
| 17  | Shoot to Kill                      | 27 april 1952      |
| 18  | The Hermit's Secret                | 4 mei 1952         |
| 19  | Haunted Mine of Paradise Valley    | 18 mei 1952        |
| 20  | Ghost Town Gold                    | 25 mei 1952        |
| 21  | Doublecrosser                      | 1 juni 1952        |
| 22  | Carnival Killer                    | 8 juni 1952        |
| 23  | Flying Bullets                     | 15 juni 1952       |

| Nr. | Titel               | Uitzenddatum in VS |
| --- | ------------------- | ------------------ |
| 1   | Death Medicine      | 7 september 1952   |
| 2   | Outlaw's Return     | 28 september 1952  |
| 3   | Huntin' for Trouble | 5 oktober 1952     |
| 4   | The Feud            | 12 oktober 1952    |
| 5   | Go for Your Gun     | 23 november 1952   |
| 6   | Mayor of Ghost Town | 30 november 1952   |
| 7   | Blind Justice       | 14 december 1952   |
| 8   | The Knockout        | 28 december 1952   |
| 9   | The Run-A-Round     | 22 februari 1953   |
| 10  | Phantom Rustlers    | 5 april 1953       |
| 11  | Loaded Guns         | 12 april 1953      |
| 12  | The Silver Fox Hunt | 19 april 1953      |
| 13  | The Mingo Kid       | 26 april 1953      |
| 14  | The Long Chance     | 24 mei 1953        |
| 15  | Money to Burn       | 28 juni 1953       |

| Nr. | Titel                               | Uitzenddatum in VS |
| --- | ----------------------------------- | ------------------ |
| 1   | The Milliner from Medicine Creek    | 11 oktober 1953    |
| 2   | Pat's Inheritance                   | 1 november 1953    |
| 3   | Outlaws of Paradise Valley          | 8 november 1953    |
| 4   | Bullets and a Burro                 | 15 november 1953   |
| 5   | Gun Trouble                         | 22 november 1953   |
| 6   | M Stands for Murder                 | 6 december 1953    |
| 7   | The Peddler from the Pecos          | 13 december 1953   |
| 8   | Bad Company                         | 27 december 1953   |
| 9   | Little Dynamite                     | 3 januari 1954     |
| 10  | The Kid from Silver City            | 17 januari 1954    |
| 11  | The Secret of Indian Gap            | 24 januari 1954    |
| 12  | Deputy Sheriff, the                 | 7 februari 1954    |
| 13  | The High-Graders of Paradise Valley | 28 februari 1954   |
| 14  | Land Swindle                        | 14 maart 1954      |

| Nr. | Titel                        | Uitzenddatum in VS |
| --- | ---------------------------- | ------------------ |
| 1   | The Lady Killer              | 12 september 1954  |
| 2   | The Young Defenders          | 3 oktober 1954     |
| 3   | Backfire                     | 10 oktober 1954    |
| 4   | The Last of the Larrabee Kid | 17 oktober 1954    |
| 5   | The Hijackers                | 24 oktober 1954    |
| 6   | Hard Luck Story              | 31 oktober 1954    |
| 7   | Boys' Day in Paradise Valley | 7 november 1954    |
| 8   | Bad Neighbors                | 21 november 1954   |
| 9   | Strangers                    | 5 december 1954    |
| 10  | Hidden Treasure              | 19 december 1954   |
| 11  | Outcasts of Paradise Valley  | 9 januari 1955     |
| 12  | The Big Chance               | 23 januari 1955    |
| 13  | Uncle Steve's Finish         | 3 februari 1955    |
| 14  | Dead End Trail               | 20 februari 1955   |
| 15  | Born Fugitive                | 27 februari 1955   |
| 16  | Quick Draw                   | 20 maart 1955      |
| 17  | Ginger Horse                 | 27 maart 1955      |
| 18  | The Showdown                 | 22 mei 1955        |

| Nr. | Titel                       | Uitzenddatum in VS |
| --- | --------------------------- | ------------------ |
| 1   | And Sudden Death            | 9 oktober 1955     |
| 2   | Ranch War                   | 23 oktober 1955    |
| 3   | Violence in Paradise Valley | 2 november 1955    |
| 4   | The Brothers O'Dell         | 20 november 1955   |
| 5   | The Scavenger               | 27 november 1955   |
| 6   | Treasure of Paradise Valley | 11 december 1955   |
| 7   | Three Masked Men            | 18 december 1955   |
| 8   | Ambush                      | 15 januari 1956    |
| 9   | Money Is Dangerous          | 29 januari 1956    |
| 10  | False Faces                 | 5 februari 1956    |
| 11  | Horse Crazy                 | 26 februari 1956   |
| 12  | Smoking Guns                | 3 maart 1956       |
| 13  | Empty Saddles               | 10 maart 1956      |
| 14  | Sheriff Missing             | 10 maart 1956      |
| 15  | The Horse Mixup             | 17 maart 1956      |

| Nr. | Titel                    | Uitzenddatum in VS |
| --- | ------------------------ | ------------------ |
| 1   | Head for Cover           | 21 oktober 1956    |
| 2   | Fishing for Fingerprints | 28 oktober 1956    |
| 3   | Mountain Pirates         | 4 november 1956    |
| 4   | His Weight in Wildcats   | 11 november 1956   |
| 5   | Paleface Justice         | 18 november 1956   |
| 6   | Tossup                   | 2 december 1956    |
| 7   | Fighting Sire            | 16 december 1956   |
| 8   | Deadlock as Dark Canyon  | 6 januari 1957     |
| 9   | End of the Trail         | 27 januari 1957    |
| 10  | Junior Outlaw            | 10 februari 1957   |
| 11  | High Stakes              | 24 februari 1957   |
| 12  | Accessory to Crime       | 3 maart 1957       |
| 13  | Portrait of Murder       | 17 maart 1957      |
| 14  | Brady's Bonanza          | 31 maart 1957      |
| 15  | Johnny Rover             | 9 juni 1957        |